# Fleetwood Mac
I Fleetwood Mac sono stati un gruppo musicale anglo-statunitense che ha raggiunto un grande successo a livello mondiale, con oltre 100 milioni di album venduti.
Nel 1998, sono stati inseriti nella Rock and Roll Hall of Fame.

## Storia

### Con Peter Green

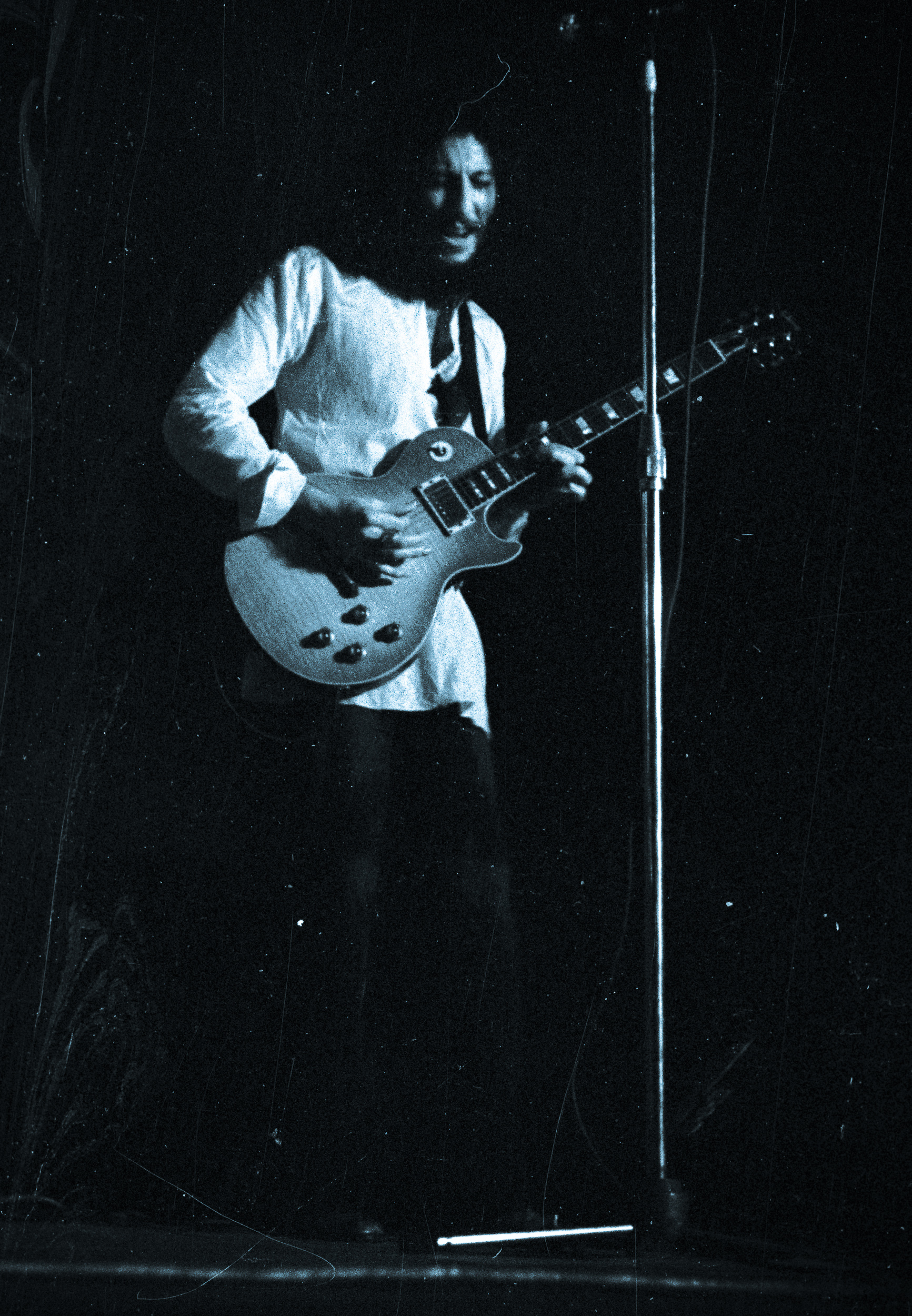
Green nel 1970

Il gruppo mosse i primi passi nel Regno Unito della seconda metà degli anni sessanta come gruppo british blues. Nacque quando il batterista Mick Fleetwood, il bassista John McVie e il chitarrista Peter Green lasciarono i Bluesbreakers di John Mayall e si unirono al chitarrista Jeremy Spencer. Il nome Fleetwood Mac venne coniato da Peter Green, fondendo i cognomi del bassista John e del batterista Mick. I primi lavori furono incentrati su un blues rock di stampo tipicamente britannico; tra i pezzi più significativi del periodo spiccano Man of the World, Albatross e Black Magic Woman, quest'ultima interpretata due anni dopo da Carlos Santana. Fu molto importante il produttore Mike Vernon che con la sua casa discografica Blue Horizon fece incidere ai Peter Green's Fleetwood Mac i primi album, Fleetwood Mac e Mr. Wonderful del 1968, e il terzo Then Play On del 1969, dove si intravedono le sonorità che caratterizzarono il gruppo negli anni a venire.

### Peter Green lascia
Nel 1969 Green lasciò il gruppo e iniziò così un susseguirsi di nuovi musicisti, tra cui Danny Kirwan, Bob Welch, Bob Weston e soprattutto Christine McVie, già presente in Kiln House, anche se non accreditata. Album come Future Games del 1971, Bare Trees del 1972, Penguin del 1973, Mystery to Me del 1973 e Heroes Are Hard to Find del 1974 non riscossero lo sperato successo commerciale.

### Lindsey Buckingham e Stevie Nicks
La svolta arrivò nel 1975, quando, trovatosi nuovamente senza chitarrista, Mick Fleetwood chiese a un giovane musicista statunitense, Lindsey Buckingham, di unirsi al gruppo. Questi, al tempo, suonava in duo con l'allora compagna Stevie Nicks; i due avevano anche pubblicato, con scarso successo, l'album Buckingham-Nicks, che conteneva materiale poi ripreso dai Fleetwood Mac. Buckingham pose come condizione che anche Stevie entrasse nel gruppo. I Mac accettarono ed il risultato fu l'eponimo Fleetwood Mac del 1975. L'album ottenne un grande successo, grazie anche ai singoli Over My Head, Rhiannon e Say You Love Me, così come la traccia Landslide, che diventerà ben presto una delle canzoni più suonate nei loro tour e una cui interpretazione dal vivo diventerà un grande successo vent'anni dopo nell'album The Dance. 
In particolare questi brani fecero risaltare il talento artistico dei due nuovi ingressi nel gruppo. I Fleetwood Mac inaugurarono così una nuova fase, caratterizzata non più dal blues-rock di fine anni sessanta, ma da quello che solitamente venne definito "Rock mainstream", cioè a metà strada fra la musica dura e quella molto lenta.

### Il successo mondiale
Il disco di maggior successo fu il successivo Rumours (1977) che vendette oltre quaranta milioni di copie in tutto il mondo e che conteneva, tra gli altri, i successi Dreams, (che raggiunse la vetta delle classifiche americane), Go Your Own Way, The Chain e Don't Stop. Altri album che riscossero grande popolarità furono Tusk del 1979, Mirage del 1982 e soprattutto Tango in the Night del 1987, quest'ultimo contenente i famosi singoli Big Love, Everywhere, Seven Wonders e Little Lies.

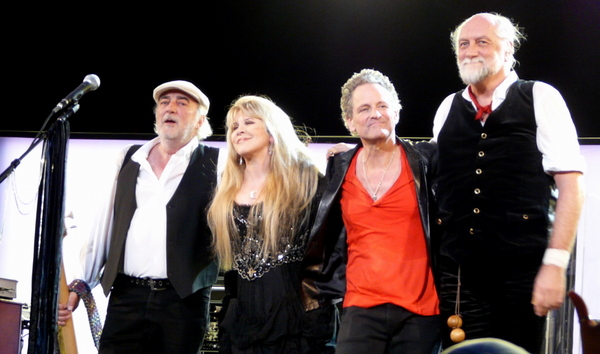
I Fleetwood Mac nel 2009. Da sinistra John McVie, Stevie Nicks, Lindsey Buckingham e Mick Fleetwood

Nel 1987 Buckingham lasciò il gruppo anche se, curiosamente, partecipò come ospite ai due successivi album suonando la chitarra acustica nella title track di Behind the Mask e cantando come voce aggiunta nel brano Nothing Without You di Time.
Molti musicisti, tra cui i chitarristi e cantanti Billy Burnette, Rick Vito e Dave Mason e la cantante Bekka Bramlett, si avvicendarono nel gruppo. La formazione con Vito e Burnette produsse un album, Behind the Mask (1990), mentre Time (1995) vide l'ingresso di Mason e Bramlett al posto di Rick Vito e Stevie Nicks. Il ritorno di Lindsey Buckingham avvenne nel 1997, con l'album live The Dance, al quale partecipò la medesima fortunata formazione degli anni da Rumours a Tango in the Night. Nel 1998 Christine McVie, uno tra i membri principali del gruppo sin dal 1970, uscì dalla formazione, lasciando il nucleo dei Fleetwood Mac composto da Mick Fleetwood, John McVie, Lindsey Buckingham e Stevie Nicks.

### Anni 2000
L'album Say You Will uscì nel 2003. A questi fecero seguito i video Live in Boston e Destiny Rules, entrambi del 2004.
L'8 giugno 2012 Bob Welch, ex membro del gruppo, venne trovato morto nella sua casa di Nashville, in Tennessee. Apparentemente si suicidò, sparandosi un colpo di pistola al torace. Secondo quanto riferì la polizia, il corpo del musicista, che al momento del decesso aveva sessantacinque anni, venne trovato dalla moglie Wendy. Vicino c'era anche una lettera d'addio. Welch è stato chitarrista e cantante dei Fleetwood Mac dal 1971 al 1974.
A distanza di dieci anni dall'ultimo lavoro in studio, il gruppo pubblicò nel 2013, per il solo circuito del download digitale, l'ep Extended Play, contenente quattro brani inediti.
Nel 2013 John McVie ha comunicato di avere un tumore al colon, ma non ha interrotto l'attività. L'anno successivo è stato annunciato il rientro in formazione di Christine McVie, di ritorno nel gruppo a distanza di sedici anni.
Buckingham e Christine McVie annunciarono un nuovo album intitolato Lindsey Buckingham/Christine McVie, con la presenza di Mick Fleetwood e John McVie su alcune tracce. Lindsey Buckingham/Christine McVie venne pubblicato il 9 giugno 2017, ed è stato preceduto dal singolo In My World.
Un tour di 38 date è iniziato il 21 giugno 2017 e si è concluso il 16 novembre 2017. La band è stata l'header della seconda serata del concerto del Classic West (il 16 luglio 2017 al Dodger Stadium di Los Angeles) e della seconda notte del concerto del Classic East (al Citi Field di New York il 30 luglio 2017).
L'8 giugno 2018 è morto Danny Kirwan, chitarrista del gruppo tra il 1968 e il 1972.
La band ha ricevuto il premio "MusiCares Person of the Year" nel 2018 e si è riunita per eseguire diverse canzoni al gala dei Grammy in loro onore. Nella stessa serata si esibirono anche noti artisti come Lorde, Harry Styles, Little Big Town e Miley Cyrus.

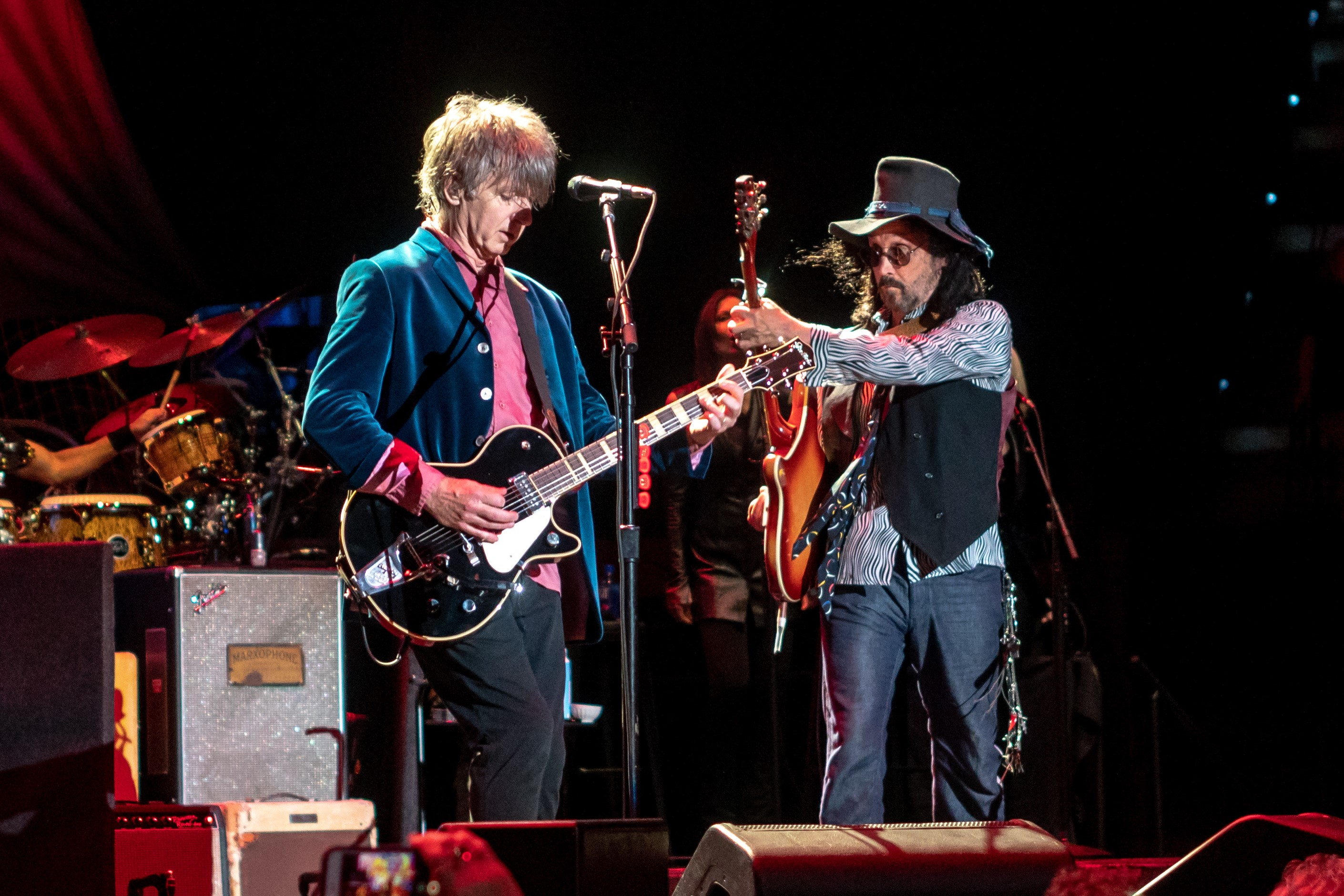
Neil Finn (a sinistra) e Mike Campbell (a destra) si esibiscono con i Fleetwood Mac nel 2018. Entrambi si sono uniti alla band dopo la partenza di Lindsey Buckingham nello stesso anno

Quel mese Buckingham lasciò il gruppo una seconda volta, essendo stato licenziato. Si diceva che il motivo fosse un disaccordo sulla natura del tour, e in particolare la questione se sarebbe stato incluso materiale più nuovo o meno noto, come voleva Buckingham. Mick Fleetwood e la band sono apparsi su CBS This Morning il 25 aprile 2018 e hanno detto che Buckingham non avrebbe partecipato al tour che il gruppo aveva pianificato per un anno e mezzo e che avevano raggiunto un "enorme vicolo cieco" e "colpito un muro di mattoni". Quando gli è stato chiesto se Buckingham fosse stato licenziato, ha risposto: "Beh, non usiamo quella parola perché penso che sia brutta". Ha anche detto che "Ho un enorme rispetto per Lindsey e gli faccio i complimenti per quello che ha fatto all'interno dei Fleetwood Mac". Nell'ottobre 2018, Buckingham ha intentato una causa contro Fleetwood Mac per violazione di dovere fiduciario, violazione del contratto orale e interferenza intenzionale con un potenziale vantaggio economico, tra le altre accuse. Alla fine sono giunti a un accordo, di cui non avrebbe condiviso i termini, ma ha affermato di essere "abbastanza soddisfatto".
Mike Campbell e Neil Finn furono confermati per sostituire Buckingham. Su CBS This Morning, Fleetwood ha detto che i Fleetwood Mac erano rinati e che "Questa è la nuova formazione dei Fleetwood Mac". A parte il tour, la band prevede di registrare nuova musica con Campbell e Finn in futuro. Il tour "An Evening with Fleetwood Mac" della band è iniziato nell'ottobre 2018. La band ha lanciato il tour all'iHeartRadio Music Festival il 21 settembre 2018 presso la T-Mobile Arena di Las Vegas.
Il 28 maggio 2020 Neil Finn, con Nicks, McVie e Campbell alla chitarra, pubblicò la canzone Find Your Way Back Home.
Il membro fondatore Peter Green morì il 25 luglio 2020 all'età di 73 anni.
Il 30 novembre 2022 è scomparsa Christine McVie.

## Stile musicale
I Fleetwood Mac affondano le loro radici artistiche nella scuola di British blues di John Mayall e hanno attraversato diversi momenti stilistici, in una metamorfosi che da formazione di blues inglese li vide cambiare fisionomia e giungere per varie fasi a gruppo di musica pop di largo successo commerciale. Questo percorso musicale attraversò stili diversi spesso in concomitanza con il cambio di membri della formazione. Protagonista dei primi passi fu il chitarrista Peter Green, proveniente dai Bluesbreakers, che con la sua chitarra elettrica diede al gruppo un’impronta blues rock. Fu essenziale per la maturazione la loro trasferta a Chicago, dove ebbero l’opportunità di suonare in jam session assieme a Willie Dixon e Otis Spann, e di esibirsi in concerto a fianco dei Led Zeppelin e di figure leggendarie quali B.B. King e Chuck Berry. L’abbandono di Peter Green corrispose alla sterzata verso sonorità più leggere di tipo soul pop. Con il suo ingresso nella formazione, Lindsey Buckingham provocò la svolta più netta: raccolse le diverse forme del pop che lo precedeva miscelandolo con gli stili a lui attuali – la new wave del punk e del gothic rock, il rock tecnologico e il roots rock, ottenendone Rumours, un sofisticato prodotto di consumo, e continuando a muoversi sempre più in direzione del pop con alcune deviazioni nel sound da hit parade.

## Formazione

### Formazione attuale
- Mick Fleetwood – batteria, percussioni (1967-presente)
- John McVie – basso (1967-presente)
- Stevie Nicks – voce (1975-1992, 1997-presente)
- Mike Campbell – chitarra (2018-presente)
- Neil Finn – voce, chitarra ritmica (2018-presente)

### Ex componenti
- Christine McVie – tastiera, voce (1970-1998, 2014-2022)
- Lindsey Buckingham – voce, chitarra (1975-1987, 1997-2018)
- Peter Green – voce, chitarra, armonica (1967-1970)
- Jeremy Spencer – chitarra slide, piano, voce (1967-1971)
- Bob Brunning – basso (1967)
- Danny Kirwan – chitarra, voce (1968-1972)
- Bob Welch – voce, chitarra (1971-1974)
- Dave Walker – voce, armonica (1972-1973)
- Bob Weston – chitarra, voce (1972-1974)
- Rick Vito – chitarra, voce (1987-1992)
- Billy Burnette – voce, chitarra ritmica (1987-1996)
- Bekka Bramlett – voce (1993-1996)
- Dave Mason – chitarra, voce (1993-1996)

## Discografia

### Album in studio
- 1968 – Fleetwood Mac
- 1968 – Mr. Wonderful
- 1969 – Then Play On
- 1970 – Kiln House
- 1971 – Future Games
- 1972 – Bare Trees
- 1973 – Penguin
- 1973 – Mystery to Me
- 1974 – Heroes Are Hard to Find
- 1975 – Fleetwood Mac
- 1977 – Rumours
- 1979 – Tusk
- 1982 – Mirage
- 1987 – Tango in the Night
- 1990 – Behind the Mask
- 1995 – Time
- 2003 – Say You Will

### Album dal vivo
- 1968 – BBC sessions
- 1968 – Blues Jam at Chess (due LP) ristampato Fleetwood Mac in Chicago (due LP - 1 CD), ristampato poi Blues Jam in Chicago (2 CD con bonus track)
- 1969 – Madison Blues Live
- 1970 – Live Boston
- 1970 – Boston Tea Party
- 1970 – Boston Box 3 CD
- 1980 – Live
- 1985 – Live in Boston
- 1992 – Live at the Marquee 1967
- 1995 – Live at BBC
- 1997 – The Dance
- 1998 – London Live '68
- 1999 – Shrine '69
- 2004 – Fleetwood Mac: Live in Boston
- 2016 – In Concert
- 2023 – Rumours Live
- 2024 – Mirage Tour '82

### Split album
- 1977 – Albatross (Fleetwood Mac e Christine McVie) con Christine Perfect

### Raccolte
- 1969 – English Rose
- 1969 – The Pious Bird of Good Omen
- 1971 – Black Magic Woman
- 1971 – The Original Fleetwood Mac
- 1971 – Greatest Hits
- 1975 – Vintage Years
- 1978 – Man Of The World
- 1987 – The Collection
- 1988 – Greatest Hits
- 1991 – Original Fleetwood Mac: The Blues Years
- 1992 – 25 Years – The Chain
- 1996 – The Best of Fleetwood Mac
- 1998 – The Vaudeville Years
- 1999 – The Complete Blue Horizon Sessions 1967 - 1969
- 2001 – Show-Biz Blues
- 2002 – Jumping at Shadows: The Blues Years
- 2002 – The Very Best of Fleetwood Mac
- 2002 – The Best of Peter Green's Fleetwood Mac
- 2003 – Madison Blues
- 2003 – Green Shadows
- 2007 – The Essential Fleetwood Mac
- 2013 – Opus Collection
- 2018 – 50 Years - Don't Stop
- 2019 – Before the Beginning: 1968-1970 Live & Demo Sessions

### EP
- 2013 – Extended Play